# UK/European Tour
A UK/European Tour a Mogwai hetedik középlemeze, amely 2001. november 2-án jelent meg.

## Leírás
A lemezt a 2001 november–decemberi turnéhoz kapcsolódóan adták ki. A Close Encounters dal a Rock Action japán verzióján szerepel, a Drum Machine és a D to E a US Tour lemezről származnak, a két élő dal pedig a My Father My King japán, ausztrál és új-zélandi változatainak bónusz dalai.

## Számlista
Az összes dal szerzője a Mogwai. 
| 1.    | Close Encounters           | 3:55 |
| 2.    | Drum Machine               | 3:30 |
| 3.    | D to E                     | 6:04 |
| 4.    | You Don’t Know Jesus (élő) | 6:14 |
| 5.    | Helicon 1 (élő)            | 7:53 |
| 27:56 |                            |      |

## Közreműködők
- Stuart Braithwaite – gitár, billentyűk
- Dominic Aitchison – basszusgitár
- Martin Bulloch – dob
- Barry Burns – gitár, zongora
- John Cummings – gitár

## Fordítás
Ez a szócikk részben vagy egészben  az   UK/European Tour EP című angol Wikipédia-szócikk ezen változatának fordításán alapul.  Az eredeti cikk szerkesztőit annak laptörténete sorolja fel. Ez a jelzés csupán a megfogalmazás eredetét és a szerzői jogokat jelzi, nem szolgál a cikkben szereplő információk forrásmegjelöléseként.